# Grad Meersburg
Meersburški grad (nemško Burg Meersburg), znan tudi kot Alte Burg (Stari grad), v Meersburgu ob Bodenskem jezeru v zvezni deželi Baden-Württemberg v Nemčiji, velja za enega najstarejših naseljenih gradov v Nemčiji. Osrednji bivalno-obrambni grad naj bi bil prvič zgrajen v 7. stoletju, čeprav prvotna struktura ni več vidna. Grad Meersburg je znan kot Stari grad, glede na sosednji Novi grad iz 18. stoletja.

## Lega
Meersburški grad stoji na skalnati vzpetini blizu Bodenskega jezera (nemško: Bodensee) na približno 440 m nadmorske višine in se dviga nad Spodnjim mestom, a je približno raven s preostalim mestom.

## Zgodovina

### Teorije gradnje
Obstajata dve teoriji o gradnji Meersburga. Prva je, da je merovinški kralj Dagobert I. leta 630 zgradil Dagobertturm (Dagobertov stolp), osrednji bivalno-obrambni grad Meersburga. Okoli leta 630 je bil Dagobert v regiji Bodenskega jezera in delal na pokristjanjevanju Alemanov. Ta teorija temelji na viru iz leta 1548 , podprl pa jo je Joseph von Laßberg, ki je živel v gradu v 19. stoletju. Listina, ki jo je izdal Friderik I. Barbarossa 27. novembra 1155 in navaja starejše, vprašljive vire, omenja, da je meje konstanške škofije določil Dagobert sam , kar kaže, da je bil Dagobert osebno vpleten v ustanavljanje vladarjev v regiji.
Druga teorija je, da je bil grad zgrajen v začetku 12. stoletja, na podlagi imena stolpa pa je nastala asociacija na prejšnjega merovinškega kralja. Temelji na ugotovitvi, da na območju Bodenskega jezera ni zapisov o ustanovitvi kakšnih gradov v 7. stoletju, bilo pa je v regiji od 12. do začetka 13. stoletja zgrajenih veliko gradov. Grad Merdesburch je bil prvič omenjen leta 1113, kar pomeni, da je bil grad postavljen pred zgodnjim 12. stoletjem.
Kamni ob vznožju Dagobertturma so zelo veliki, grobi kvadratni kamni, ki bi po arhitekturni zgodovini lahko izvirali iz 7. stoletja  ali iz 12. stoletja do začetka 13. stoletja. Ker bi kamni lahko prihajali iz katerega koli obdobja, ni jasno, katera teorija je pravilna. Vendar pa so bile opažene podobnosti med Meersburgom in drugimi gradovi iz 12. stoletja.
Joseph von Laßberg predstavlja tudi teorijo, da je bil stolp zgrajen na mestu prej uničenega gradu. Navaja, da je grad uničil vojvoda Gotfrid Alemanski, ki je bil v vojni z Dagobertovim naslednikom, 80 let pozneje pa ga je obnovil Karel Martel. Od leta 730 do 911 je bil Meersburg karolinški grad v lasti grofov Linzgau, vendar so ga upravljali grofje Buchhorn iz Friedrichshafna. Po izumrtju linije Buchhorn bi prešel na grofe Welf. Pogodba med grofi Welf in škofijo v Konstanci je navajala, da bo Meersburg dal škofiji, če bo grof umrl brez moških dedičev. Videti je, da so bili Welfi in škofija tesno povezani, saj je bil škof Conrad po rodu Welf.

### Sedež knezoškofa Konstance
V naslednjih stoletjih je bil grad morda v lasti več različnih gospodov. Kaže, da je bil grad nekaj časa v lasti Hohenstaufnov, saj je leta 1213 kralj Friderik II. praznoval Veliki teden v Meersburgu. Nato je Friderik II. leta 1233 Meersburgu podelil tedensko tržno pravico. Tik pred smrtjo leta 1254 je Konrad IV., ki ga je odstavil in izobčil papež Inocenc IV., prosil Eberharda II., visokega upravitelja Meersburga, naj skrbi za njegovega dveletnega sina Konradina. Leta 1261 je Konradin postal vojvoda švabski in zbral vojsko na območju Ravensburga. Odšel je iz Meersburga , da bi se odpravil proti jugu v Italijo, da bi se boril proti Karlu I. Anžujskemu in poskušal povrniti naslove, ki jih je papež odvzel njegovemu očetu. Medtem ko je Konradin uspel zavzeti Rim, je bil kmalu zatem ujet in usmrčen.
Nekaj let pozneje, leta 1268, je grad v celoti prešel v last Konstanške škofije.
Toda tudi kot rezidenca škofa je bil Meersburg v naslednjih stoletjih prizorišče več bitk. Leta 1334 sta bila dva kandidata za mesto konstanškega škofa. Barona Nikolaja I. iz Kenzingena so za škofa izvolili papeževi privrženci, Albrehta Hohenbergskega pa je izbral cesar Svetega rimskega cesarstva. Nikolaus je hitro odpotoval v Avignon, v Franciji, k papežu Janezu XXII., da bi potrdil svoje imenovanje. Nato se je vrnil v Meersburg in hitro izboljšal obrambo. Albrecht je medtem od južnonemških knezov zbral vojsko, pridružila se mu je tudi cesarska vojska, ki jo je vodil sam cesar. Poleti 1334 je cesarska vojska oblegala grad Meersburg. Med obleganjem so bili v Nemčiji prvič uporabljeni topovi. Vendar tudi z novim smodniškim orožjem cesarske čete niso mogle zavzeti gradu. Konec avgusta se je cesar  Ludvik IV. vse bolj naveličal obleganja. Ko je avstrijski vojvoda Oton zaprosil za pomoč proti Boemom, je Ludvik zapustil Meersburg in Nikolausa potrdil za škofa. Albrechtu je bila leta 1345 podeljena škofija v Würzburgu, da bi nadomestil izgubljeno škofijo.
Za Nikolausom je bil od leta 1345 do 1351 škof Urich Pfefferhardt. Leta 1352 je bil na gradu nameščen Johann III. Windlock iz Konstance, ki se je izkazal kot avtokratski vladar in ga ljudje in lokalni plemiči niso marali. Po sporu s Konradom iz Homberg-Markdorfa in opatom Eberhardom iz Reichenaua so ga vojaki ubili, ko je bil v svoji palači v Konstanci.
V naslednjem stoletju je bilo nameščenih vsaj trinajst drugih škofov. Nato je bil leta 1436 za škofa imenovan Heinrich IV. Hewen. Njegov bojevit in samovoljen slog je povzročil trenja med njim in mestom. Po izbruhih je bilo mesto kaznovano s 4000 florini, ker je kršilo mir na grajskem območju. Kasnejši poskusi mesta, da si zagotovi status svobodnega cesarskega mesta, so leta 1457 privedli do nadaljnjih sovražnosti. Prebivalci mesta so vdrli v grad in ga zavzeli. Škof Heinrich se je odzval z obleganjem mesta. Po posredovanju nadvojvode Siegmunda Avstrijskega ter Konstance in Züricha je bil dosežen kompromis. Heinrich se je nato umaknil, a je kmalu kasneje napadel mesto. Njegovi vojaki so vdrli v mesto in zajeli vse voditelje revolucije. Heinrich je usmrtil voditelje upora in odvzel pravice mestu.
Stopničast zatrep je dodal konstanški knezoškof Hugo von Hohenlandenberg (služil 1496–1532). Pred njegovim časom je bil Meersburg poletna škofovska rezidenca. Po spopadu z mestom Konstanca leta 1526 se je Hugo preselil v Meersburg. Grad je ostal škofovsko glavno prebivališče vse do preselitve v Novi grad v 18. stoletju.
Leta 1647 so grad med tridesetletno vojno napadle švedske čete. Med napadom je bilo požgano le leseno ostrešje.
V začetku 18. stoletja so škofje začeli graditi Novi grad v Meersburgu kot sodoben rezidenčni grad. Po letu 1750 je stari grad služil kot hiša mestne uprave.

### Sekularizacija
Po sekularizaciji leta 1803 je Meersburg prešel pod nadzor Velikega vojvodstva Baden. Leta 1838 je veliki knez grad prodal zasebnemu lastniku. Grad sta pridobila zbiralec Joseph von Laßberg in njegova žena baronica Maria Anna von Droste-Hülshoff, ki se je imenovala tudi Jenny. Leta 1841 se je Jennyjeva sestra Annette von Droste-Hülshoff, slavna nemška pesnica, preselila v grad, kjer je preživela zadnjih osem let svojega življenja. Po smrti Laßbergovih sta grad prevzeli njuni hčerki dvojčici Hildegard in Hildegunde. Vendar si nista mogli privoščiti vzdrževanja in sta grad leta 1877 prodali. Grad je kupil Karl Mayer von Mayerfels iz Münchna in v gradu ustanovil srednjeveški muzej. Danes so deli gradu odprti za obiskovalce na samostojnih ogledih. Preostanek gradu zasedajo njegovi potomci.
Ogled grajskega muzeja omogoča vpogled v več kot 30 opremljenih sob, med drugim v staro grajsko kuhinjo, ogrevano jedilnico, palas, sobo z vodnjakom, orožarno, bojne hodnike, viteško dvorano, grajsko ječo, dve kapeli, hlev, severni bastijon in še veliko več. V ta ogled so vključeni tudi bivalni prostori in soba smrti Annette von Droste-Hülshoff. V okviru vodenega ogleda se je možno tudi povzpeti na "Dagobertsturm" s pogledom na mesto, jezero in Alpe. V stolpu si lahko ogleda jetniško sobo iz 19. stoletja in renesančno dvorano z zakladnico. V najglobljem delu stolpa mučilnica daje vpogled v jurisdikcijo v srednjem veku.

## Prenova
V začetku 1990-ih je bilo 75 % strehe vzhodne stavbe na novo pokrite.
Leta 2018 je bil obnovljen temeljni omet na južni strani gradu: ohranjena je prepustnost, da vlaga v zidu lahko uhaja navzven. Na grajskem vrtu je bil vgrajen drenažni sistem in obnovljena stena z cinami V letu 2019 so bila obnovljena okna na južni strani, vključno s stenami iz peščenjaka, in zaključni omet.